# A-League 2016/17
Die A-League 2016/17 war die 12. Spielzeit der höchsten australischen Fußballliga seit ihrer Gründung im Jahr 2005. Die reguläre Saison begann am 7. Oktober 2016 und endete am 16. April 2017. Im Anschluss fand die Finalrunde statt. Titelverteidiger war Adelaide United.

## Modus
Die Vereine spielten zunächst ein Dreirundenturnier aus, womit sich insgesamt 27 Spiele pro Mannschaft ergaben. Es wurde nach der 3-Punkte-Regel gespielt (drei Punkte pro Sieg, ein Punkt pro Unentschieden). Die Tabelle wurde nach den folgenden Kriterien bestimmt:
1. Anzahl der erzielten Punkte
2. Tordifferenz aus allen Spielen
3. Anzahl Tore in allen Spielen
4. Anzahl der erzielten Punkte im direkten Vergleich
5. Tordifferenz im direkten Vergleich

Am Ende der regulären Saison qualifizierten sich die beiden punktbesten Mannschaften direkt für das Halbfinale der Finalrunde. Ihre beiden Gegner werden im Viertelfinale zwischen dem Tabellendritten bis -sechsten ermittelt. Die bessere Mannschaft der regulären Saison wird in beiden Runden jeweils gegen die schlechteste Mannschaft gesetzt. Sieger des Grand Final wurde australischer Meister.
Die beste Mannschaft der regulären Saison, die auch als Premiershipsieger bezeichnet wird, und der Sieger des Grand Final qualifizierten sich für die Gruppenphase der AFC Champions League 2018. Der Zweitplatzierte der regulären Saison sollte in der zweiten Qualifikationsrunde der Champions League beginnen. Da im Grand Final aber die beiden Tabellenbesten aufeinandertrafen, rückte der Ligazweite in die Gruppenphase auf und der -dritte übernahm den Platz in der Qualifikationsrunde.
Einen Abstieg in die zweitklassige National Premier Leagues gab es nicht.

## Teilnehmer
| Verein                   | Beheimatet in, Bundesstaat | Jahre in der Liga | Stadion                      | Kapazität     |
| ------------------------ | -------------------------- | ----------------- | ---------------------------- | ------------- |
| Adelaide United          | Adelaide, South Australia  | seit 2005         | Coopers Stadium              | 17.000        |
| Brisbane Roar            | Brisbane, Queensland       | seit 2005         | Suncorp Stadium              | 52.500        |
| Central Coast Mariners   | Gosford, New South Wales   | seit 2005         | Central Coast Stadium        | 20.059        |
| Melbourne City FC        | Melbourne, Victoria        | seit 2010         | AAMI Park                    | 30.500        |
| Melbourne Victory        | Melbourne, Victoria        | seit 2005         | Etihad Stadium AAMI Park     | 53.359 30.050 |
| Newcastle Jets           | Newcastle, New South Wales | seit 2005         | Hunter Stadium               | 33.000        |
| Perth Glory              | Perth, Western Australia   | seit 2005         | nib Stadium                  | 20.500        |
| Sydney FC                | Sydney, New South Wales    | seit 2005         | Allianz Stadium              | 45.500        |
| Wellington Phoenix       | Wellington, Neuseeland     | seit 2007         | Westpac Stadium              | 36.000        |
| Western Sydney Wanderers | Sydney, New South Wales    | seit 2012         | ANZ Stadium Spotless Stadium | 83.500 24.000 |

## Abschlusstabelle
| Pl. | Verein                   | Sp. | S  | U  | N  | Tore    | Diff. | Punkte |
| --- | ------------------------ | --- | -- | -- | -- | ------- | ----- | ------ |
| 1.  | Sydney FC                | 27  | 20 | 6  | 1  | 055:120 | +43   | 66     |
| 2.  | Melbourne Victory        | 27  | 15 | 4  | 8  | 049:310 | +18   | 49     |
| 3.  | Brisbane Roar            | 27  | 11 | 9  | 7  | 043:370 | +6    | 42     |
| 4.  | Melbourne City FC        | 27  | 11 | 6  | 10 | 049:440 | +5    | 39     |
| 5.  | Perth Glory              | 27  | 10 | 9  | 8  | 053:530 | ±0    | 39     |
| 6.  | Western Sydney Wanderers | 27  | 8  | 12 | 7  | 035:350 | ±0    | 36     |
| 7.  | Wellington Phoenix       | 27  | 8  | 6  | 13 | 041:460 | −5    | 30     |
| 8.  | Central Coast Mariners   | 27  | 6  | 5  | 16 | 031:520 | −21   | 23     |
| 9.  | Adelaide United (P, M)   | 27  | 5  | 8  | 14 | 025:460 | −21   | 23     |
| 10. | Newcastle Jets           | 27  | 5  | 7  | 15 | 028:530 | −25   | 22     |

| Zum Saisonende 2016/17: |
| Teilnahme am Halbfinale der Finalrunde und Teilnahme an der Gruppenphase der AFC Champions League 2018 Teilnahme am Halbfinale der Finalrunde und Teilnahme an der Gruppenphase der AFC Champions League 2018 Teilnahme am Viertelfinale der Finalrunde und Teilnahme an der zweiten Qualifikationsrunde zur AFC Champions League 2018 Teilnahme am Viertelfinale der Finalrunde |

| Zum Saisonende 2015/16: |                                                              |
| (P)                     | Amtierender australischer Premiershipsieger: Adelaide United |
| (M)                     | Amtierender australischer Meister: Adelaide United           |

## Finalrunde

### Viertelfinale
|                                                                                 |   |                          |                                 |
| 21. April 2017 um 19:50 Uhr (AEST) in Brisbane (Suncorp Stadium)                |   |                          |                                 |
| Brisbane Roar                                                                   | – | Western Sydney Wanderers | 1:1 n. V. (1:1, 0:1), 6:5 i. E. |
| 23. April 2017 um 19:00 Uhr (AEST) in Melbourne (Melbourne Rectangular Stadium) |   |                          |                                 |
| Melbourne City FC                                                               | – | Perth Glory              | 0:2 (0:2)                       |

### Halbfinale
|                                                                                 |   |               |           |
| 29. April 2017 um 18:50 Uhr (AEST) in Sydney (Allianz Stadium)                  |   |               |           |
| Sydney FC                                                                       | – | Perth Glory   | 3:0 (3:0) |
| 30. April 2017 um 17:00 Uhr (AEST) in Melbourne (Melbourne Rectangular Stadium) |   |               |           |
| Melbourne Victory                                                               | – | Brisbane Roar | 1:0 (0:0) |

### Grand Final
| Sydney FC                                               | Sydney FC | Melbourne Victory | Melbourne Victory |
| ------------------------------------------------------- | --- | --- | ----------------- |
| Sydney FC                                               | \| Grand Final \| \| 7. Mai 2017 um 17:00 (AEST) in Sydney (Allianz Stadium) \| \| Ergebnis: 1:1 n. V. (1:1, 0:1), 4:2 i. E. \| \| Zuschauer: 41.546 \| \| Schiedsrichter: Jarred Gillett \| \| Spielbericht \|                                         | \| Grand Final \| \| 7. Mai 2017 um 17:00 (AEST) in Sydney (Allianz Stadium) \| \| Ergebnis: 1:1 n. V. (1:1, 0:1), 4:2 i. E. \| \| Zuschauer: 41.546 \| \| Schiedsrichter: Jarred Gillett \| \| Spielbericht \|         | Melbourne Victory |
| Sydney FC                                               | Danny Vukovic – Michael Zullo, Alex Wilkinson, Jordy Buijs (116. Sebastian Ryall), Rhyan Grant – Brandon O’Neill, Joshua Brillante – Miloš Ninković, Alex Brosque , Filip Hološko (59. David Carney) – Bobô (81. Matt Simon) Cheftrainer: Graham Arnold | Lawrence Thomas – Daniel Georgievski, Alan Baró, James Donachie, Jason Geria – Leigh Broxham, James Troisi, Carl Valeri – Fahid Ben Khalfallah (101. Jai Ingham), Besart Berisha, Marco Rojas Cheftrainer: Kevin Muscat | Melbourne Victory |
| Sydney FC                                               | 1:1 Rhyan Grant (69.) | 0:1 Besart Berisha (20.) | Melbourne Victory |
| Sydney FC                                               | Elfmeterschießen | | Melbourne Victory |
| Sydney FC                                               | 1:0 Alex Brosque Alex Wilkinson schießt links am Tor vorbei 2:2 David Carney 3:2 Brandon O’Neill 4:2 Miloš Ninković | 1:1 James Troisi 1:2 Leigh Broxham Carl Valeri schießt gegen die Latte Danny Vukovic hält gegen Marco Rojas | Melbourne Victory |
| Sydney FC                                               | Miloš Ninković (35.), Filip Hološko (36.), Joshua Brillante (44.), David Carney (82.), Michael Zullo (105.+3') | Fahid Ben Khalfallah (22.), James Troisi (35.), Carl Valeri (54.), Alan Baró (62.), Jason Geria (77.), Jai Ingham (108.)                                                                                                | Melbourne Victory |
| Grand Final                                             | | |                   |
| 7. Mai 2017 um 17:00 (AEST) in Sydney (Allianz Stadium) | | |                   |
| Ergebnis: 1:1 n. V. (1:1, 0:1), 4:2 i. E.               | | |                   |
| Zuschauer: 41.546                                       | | |                   |
| Schiedsrichter: Jarred Gillett                          | | |                   |
| Spielbericht                                            | | |                   |

## Statistiken

### Kreuztabelle
Die Kreuztabelle stellt die Ergebnisse aller Spiele der regulären Season dar. Die Heimmannschaft ist in der linken Spalte, die Gastmannschaft in der oberen Zeile aufgelistet.
| Heim- / Gastmannschaft   | AU  | BR  | CM  | MC  | MV  | NJ  | PG  | SY  | WP  | WS  |     | AU  | BR  | CM  | MC  | MV  | NJ  | PG  | SY  | WP  | WS |
| Adelaide United          |     | 1:1 | 1:2 | 2:1 | 1:2 | 1:0 | 0:5 | 0:4 | 2:0 | 1:2 |     | 2:1 |     |     | 0:2 |     | 1:1 |     | 2:2 | 2:2 |    |
| Brisbane Roar            | 4:0 |     | 5:1 | 1:0 | 1:1 | 2:3 | 2:1 | 1:1 | 1:2 | 1:1 |     |     |     |     | 1:0 |     |     | 0:0 | 4:3 | 2:1 |    |
| Central Coast Mariners   | 2:1 | 0:1 |     | 2:2 | 0:3 | 2:0 | 2:0 | 2:3 | 0:2 | 1:4 | 2:3 | 1:2 |     | 2:3 |     |     | 2:0 |     |     |     |    |
| Melbourne City FC        | 2:1 | 1:1 | 2:1 |     | 1:2 | 2:1 | 2:3 | 1:3 | 2:1 | 1:0 | 1:0 | 2:2 |     |     |     | 4:0 | 3:3 |     |     |     |    |
| Melbourne Victory        | 2:1 | 3:2 | 4:1 | 1:4 |     | 2:0 | 1:1 | 1:2 | 6:1 | 3:0 |     |     | 1:0 | 2:1 |     | 4:2 | 4:1 |     | 0:3 |     |    |
| Newcastle Jets           | 1:1 | 4:0 | 1:1 | 2:1 | 0:0 |     | 2:2 | 0:2 | 2:2 | 0:3 | 2:1 | 1:3 | 1:1 |     |     |     |     | 0:2 |     |     |    |
| Perth Glory              | 3:1 | 2:2 | 3:3 | 5:4 | 2:1 | 1:2 |     | 1:4 | 2:0 | 2:2 |     | 3:1 |     |     |     | 3:2 |     | 0:3 | 2:1 | 2:0 |    |
| Sydney FC                | 0:0 | 2:0 | 4:0 | 1:1 | 2:1 | 2:0 | 4:1 |     | 3:1 | 0:0 | 2:0 |     | 1:0 | 3:0 | 1:0 |     |     |     |     |     |    |
| Wellington Phoenix       | 0:0 | 0:1 | 3:0 | 0:1 | 3:0 | 2:0 | 3:3 | 0:1 |     | 2:2 |     |     | 1:0 | 1:5 |     | 5:0 |     | 1:1 |     | 1:3 |    |
| Western Sydney Wanderers | 0:0 | 1:1 | 1:1 | 1:1 | 0:3 | 2:2 | 1:1 | 0:4 | 3:1 |     |     |     | 0:2 | 3:1 | 0:0 | 2:0 |     | 1:0 |     |     |    |

### Torschützenliste
Bei gleicher Anzahl von Treffern sind die Spieler alphabetisch geordnet.
| Platz                  | Nat        | Spieler          | Mannschaft               | Tore |
| ---------------------- | ---------- | ---------------- | ------------------------ | ---- |
| 01                     | Kosovo     | Besart Berisha   | Melbourne Victory        | 19   |
|                        | Australien | Jamie Maclaren   | Brisbane Roar            | 19   |
| 03                     | Uruguay    | Bruno Fornaroli  | Melbourne City FC        | 17   |
| 04                     | Brasilien  | Bobô             | Sydney FC                | 15   |
| 05                     | Australien | Brendon Šantalab | Western Sydney Wanderers | 14   |
| 06                     | Spanien    | Diego Castro     | Perth Glory              | 12   |
|                        | Irland     | Andy Keogh       | Perth Glory              | 12   |
|                        | Fidschi    | Roy Krishna      | Wellington Phoenix       | 12   |
|                        | Neuseeland | Marco Rojas      | Melbourne Victory        | 12   |
|                        | Australien | Adam Taggart     | Perth Glory              | 12   |
| 11                     | Australien | Alex Brosque     | Sydney FC                | 11   |
|                        | Australien | Tim Cahill       | Melbourne City FC        | 11   |
|                        | Irland     | Roy O’Donovan    | Central Coast Mariners   | 11   |
| Stand: Ende der Saison |            |                  |                          |      |

## Auszeichnungen
| Auszeichnung                                           | Gewinner                                                          |
| ------------------------------------------------------ | ----------------------------------------------------------------- |
| Johnny Warren Medal (Spieler des Jahres)               | Miloš Ninković (Sydney FC)                                        |
| Golden Boot Award (Bester Torschütze)                  | Besart Berisha (Melbourne Victory) Jamie Maclaren (Brisbane Roar) |
| Young Footballer of the Year (U-23-Spieler des Jahres) | Jamie Maclaren (Brisbane Roar)                                    |
| A-League Coach of the Year (Trainer des Jahres)        | Graham Arnold (Sydney FC)                                         |
| Referee of the Year (Schiedsrichter des Jahres)        | Jarred Gillett                                                    |
| Joe Marston Medal (Bester Spieler im Grand Final)      | Daniel Georgievski (Melbourne Victory)                            |
| Goalkeeper of the Year (Torhüter des Jahres)           | Danny Vukovic (Sydney FC)                                         |